# Ancienne sucrerie de Soulou
L'ancienne sucrerie de Soulou est une ancienne exploitation de canne à sucre, située au lieu-dit de Soulou, dans la commune de M'Tsangamouji, sur l'île de Mayotte.

## Histoire
L'ancienne sucrerie de Soulou est inscrite au titre des monuments historiques depuis le 11 mai 2016. En 2018, le site est choisi par Stéphane Bern, dans le cadre de l'organisation du Loto du patrimoine, et fait partie de la première liste de 18 monuments.

## Description du domaine

### L'exploitation agricole
Créée en 1856, l'exploitation agricole a appartenu, en 1880, à Jean-Baptiste Aguier. Un cyclone détruit une partie du site, en 1898. Le domaine agricole s'étendait sur 400 hectares.

### Les bâtiments
Les bâtiments sont partagés en deux zones. Une première, d'un côté de la route principale, regroupe la maison de maître, ainsi que les bâtiments du village d'ouvriers. Une seconde regroupe les bâtiments de production et de travail de la canne à sucre. Le domaine étant en bord de mer, un quai de chargement en basalte, pour le transport maritime, est présent à côté d'un entrepôt de stockage.

## En savoir plus